# Wedge Antilles
Wedge Antilles is een personage uit Star Wars. Hij werd gespeeld door Denis Lawson.
Wedge Antilles is een X-Wing-piloot bij de Rebellen. Hij overleefde alle ruimte-veldslagen bij Yavin IV, Hoth & Endor. Wedge blies samen met Lando Calrissian de tweede Death Star op. Hij is daarom een van de grote helden van de Rebellen. Ook was hij op het overwinningsfeest op Endor.
Ook bij het vernietigen van de eerste Death Star speelde hij een kleine rol, waarbij hij Luke Skywalker dekking gaf en daarbij een TIE Fighter neerhaalde.
Wedge Antilles helpt in de film Star Wars: Episode IX: The Rise of Skywalker met het vernietigen van de vloot Star Destroyers van Keizer Palpatine.